# Sonate pour piano no 8 de Beethoven
Pour les articles homonymes, voir Sonate pour piano (homonymie).
La Sonate pour piano no 8 en do mineur, op. 13 dite « Pathétique », de Ludwig van Beethoven, a été composée entre 1798 et 1799, et publiée en décembre 1799, sous le titre français de Grande Sonate pathétique, avec une dédicace au prince Lichnowsky,, mécène du compositeur depuis son arrivée à Vienne en 1792.
Le terme de « Pathétique » est dû à Johann Christoph Friedrich von Schiller, pour qui le pathétique est lié à la « grande âme ». Avant cela, on le trouve chez Bernd Sülzer. Le terme est récent en Allemagne comme en France. « Patetico » est utilisé dans un monodrame de Christian Gottlob Neefe, professeur de Beethoven, ainsi que dans une sonate. On le trouve aussi dans une sonatine de Beethoven.
La Sonate pathétique appartient à la période où Beethoven commençait à affirmer son style et à se détacher de l'influence de Haydn et de Mozart, en dépit de liens avec la Fantaisie en ut mineur et la Sonate en ut mineur de ce dernier. Contemporaine des six premiers Quatuors à cordes, du Septuor, du Premier Concerto pour piano et de la Première Symphonie, œuvre brillante et novatrice, elle peut être considérée comme le premier chef-d'œuvre pianistique de Beethoven. 
La célèbre mélodie de l'Adagio a été largement reprise au cinéma et dans la publicité. Le 3e mouvement a été repris par Diana Boncheva dans la série télévisée Beethoven Virus.
Le premier mouvement commence par une introduction lente, technique qui apparait dans les « symphonies londoniennes » de Haydn. Mozart commence rarement par des introductions lentes. Chez Haydn, les symphonies possèdent une introduction lente pour habituer les spectateurs à se taire et à se préparer[réf. souhaitée].  

## Structure
La sonate Pathétique comprend trois mouvements et son exécution dure un peu moins de vingt minutes. 
1. Grave – Allegro di molto e con brio en do mineur
2. Adagio cantabile en la bémol majeur
3. Rondo : Allegro en do mineur

## Analyse

### Premier mouvement
Le mouvement débute par un Grave introductif, très pathétique, qui donne son nom à la sonate. Le climat de do mineur y est très marqué. Les multiples tensions (accords diminués, retards) et les silences ponctuent le discours de façon très théâtrale et expressive.
L'Allegro di molto e con brio est enchaîné (Attacca subito) à la 11e mesure en do mineur. Il contraste fortement avec l'introduction. Le tempo est plus rapide et brillant, parfois virtuose et tumultueux. La basse, en octaves en croches (ou tremolo), donne un nette impression de course, de fuite en avant et contraste avec la partie de main droite jouée staccato.
À partir de la mesure 51, un thème en mi mineur impose une atmosphère plus détendue, presque malicieuse, aboutissant, par suite d'un choix varié de structures rythmiques, à la reprise du motif de la 11e mesure réécrite en mi majeur puis au retour en tonalité de do mineur.
Le Grave réapparait alors à la mesure 133, légèrement transformé (transposé en sol mineur). Beethoven module la tonalité qui passe aux mesures 135/136 en mi mineur.
Il reprend le motif rythmique de la 11e mesure en mi mineur, avec passage, dès la mesure 148 des trémolos à la main droite.
Mesure 167, il présente un conduit rythmique et harmonique étrange et sombre destiné à introduire à nouveau son thème de la mesure 11 dans la tonalité initiale (do mineur).
Il reprend dès la mesure 221 le thème de la mesure 51 transposé en fa mineur.
Une structure harmonique et rythmique similaire à la partie précédente (mais transposée en fa mineur) permet d'aboutir au trémolo initial en do mineur puis au troisième Grave du morceau, écrit en do mineur.
Il termine le mouvement par le thème de la mesure 11 et termine le morceau par 5 accords fortissimo, un par mesure, imitant une cadence parfaite tout à fait classique.

### Deuxième mouvement
Le second mouvement est plus apaisé. Il se construit autour d'une mélodie cantabile (chantée) en la majeur où la sensible accidentelle de la relative mineur, le mi bécarre, apparaît mais sans l'accord correspondant de do majeur. Vient ensuite un interlude très romantique qui est bien cette fois en fa mineur avant une descente chromatique et la reprise du thème principal. Arrive alors une troisième mélodie plus tourmentée en la mineur avec des triolets doubles. Elle est construite autour de questions/réponses entre une voix aiguë et une voix grave jusqu'à un forte en si majeur suivi pianissimo des mêmes questions/réponses en mi majeur. Puis des accords diminués nous font revenir vers la tonalité de départ et le thème principal toujours très doux accompagné de triolets doubles à la main gauche puis des deux mains.

### Troisième mouvement
Le rondo commence de façon plutôt agitée et expose le thème A en tonalité de do mineur. La partie B commence ensuite en mi bémol majeur avant la série des triolets. Puis arrivent plus doucement les accords de dominante (Si) ; s'ensuit une reprise des triolets en tonalité de do mineur puis une descente fortissimo vers l'accord de septième de dominante (sol-ré-fa-si ou Sol7). Le thème A est alors réexposé. Ensuite la partie C : elle commence sur une sorte de choral en la majeur ; après ce choral, le thème est repris à la main droite tandis que la main gauche effectue une descente. Puis c'est l'inverse : la main gauche joue le thème et la main droite effectue une descente ; puis on revient en do mineur et les deux mains jouent alors la cadence des arpèges de septième de dominante et de do mineur crescendo de plus en plus aigus jusqu'à arriver à la descente fortissimo déjà entendue à la fin de la partie B. Le thème A est à nouveau exposé. S'ensuit la partie D qui transpose en do majeur un thème similaire à celui en mi majeur dans la partie B. Viennent ensuite les triolets et à nouveau les accords de dominante (Sol) plus doux qui annoncent le retour de la tonalité en do mineur. La partie D s'achève sur une descente chromatique calando. Le thème A est alors réexposé ; puis immédiatement la liaison avec les triolets et enfin la cadence très forte avec les accords plaqués (Dom et Sol) pour arriver à la « conclusion » du dernier mouvement : là, surprise ! Beethoven joue un accord inattendu de ré majeur et effectue une descente similaire à celles déjà entendue mais en tonalité de la majeur. Arrive la coda : le début du thème A est réécrit très léger dans cette tonalité ; puis de retour à la tonalité principale la coda et la sonate se finissent sur cette dernière descente fortissimo sur un accord parfait à quatre sons (la tonique à la basse est doublée).
Ce mouvement est un magnifique exemple de Rondo-sonate. En effet, Beethoven effectue une fusion entre la forme rondo et la forme-sonate. Si on considère A et B comme un « premier thème », puis A et C comme le « deuxième thème », la partie D peut être considérée comme le développement de cette « forme-sonate » puisqu'il reprend le thème A et B. La reprise de A pourrait s'entendre comme une « réexposition » suivie de la coda. Il ne s'agit pas en soi d'une forme-sonate, mais d'un rondo qui pourrait s'en approcher, d'où le nom de rondo-sonate.

## Discographie
Parmi les nombreux enregistrements qui existent, on citera ceux de Vladimir Horowitz, Wilhelm Kempff, Glenn Gould, Sviatoslav Richter, Daniel Barenboim, Emil Gilels, Vladimir Ashkenazy, Claudio Arrau, Eric Heidsieck, Dubravka Tomšič Srebotnjak et Richard Goode.

## Postérité
Robert Siodmak utilise le premier mouvement dans son thriller Deux Mains, la nuit.
Le thème du deuxième mouvement est repris dans la chanson Midnight Blue interprétée par la cantatrice Louise Tucker en 1982,, puis l'année suivante par la chanteuse française de variété Michèle Torr dans la version traduite en français Midnight Blue en Irlande.